# 6176 Horrigan
A 6176 Horrigan (ideiglenes jelöléssel 1985 BH) a Naprendszer kisbolygóövében található aszteroida. Zdenka Vávrová fedezte fel 1985. január 16-án.